# Афанасьєв Петро Іванович
Петро Іванович Афанасьєв (нар. 1936, село Перше Засейм'я Мантуровського району, тепер Курської області, Російська Федерація) — український радянський діяч, голова Луцького міськвиконкому Волинської області.

## Біографія
Народився у родині колгоспників. Трудову діяльність розпочав у 1955 році колгоспником колгоспу «Ленінський шлях» Тимського району Курської області. Потім служив у лавах Радянської армії, навчався у Львівському політехнічному інституті. Член КПРС.
Після закінчення інституту працював інженером із експлуатації Луцької автобази Львівського автотресту «Головльвівбуд», потім був інструктором промислового відділу Луцького міського комітету КПУ, директором міжобласної контори зрідженого газу Луцького експериментального заводу комунального устаткування.
У 1973 році був обраний заступником голови виконавчого комітету Луцької міської Ради депутатів трудящих.
З 1975 року — директор Луцького картонно-руберойдового заводу імені XXVI з'їзду КПРС.
У жовтні 1984 — лютому 1987 р. — голова виконавчого комітету Луцької міської ради народних депутатів Волинської області.
Знову працював директором Луцького картонно-руберойдового заводу.
Потім — на пенсії у місті Луцьку.

## Нагороди
- орден «Знак Пошани»
- медаль «За доблесну працю. На ознаменування 100-річчя з дня народження Володимира Ілліча Леніна»
- медалі